# Saint-Pal-de-Mons
Saint-Pal-de-Mons is een gemeente in het Franse departement Haute-Loire (regio Auvergne-Rhône-Alpes). De plaats maakt deel uit van het arrondissement Yssingeaux. Saint-Pal-de-Mons telde op 1 januari 2022 2.324 inwoners.

## Geografie
De oppervlakte van Saint-Pal-de-Mons bedroeg op 1 januari 2022 27,11 vierkante kilometer; de bevolkingsdichtheid was toen 85,7 inwoners per km².

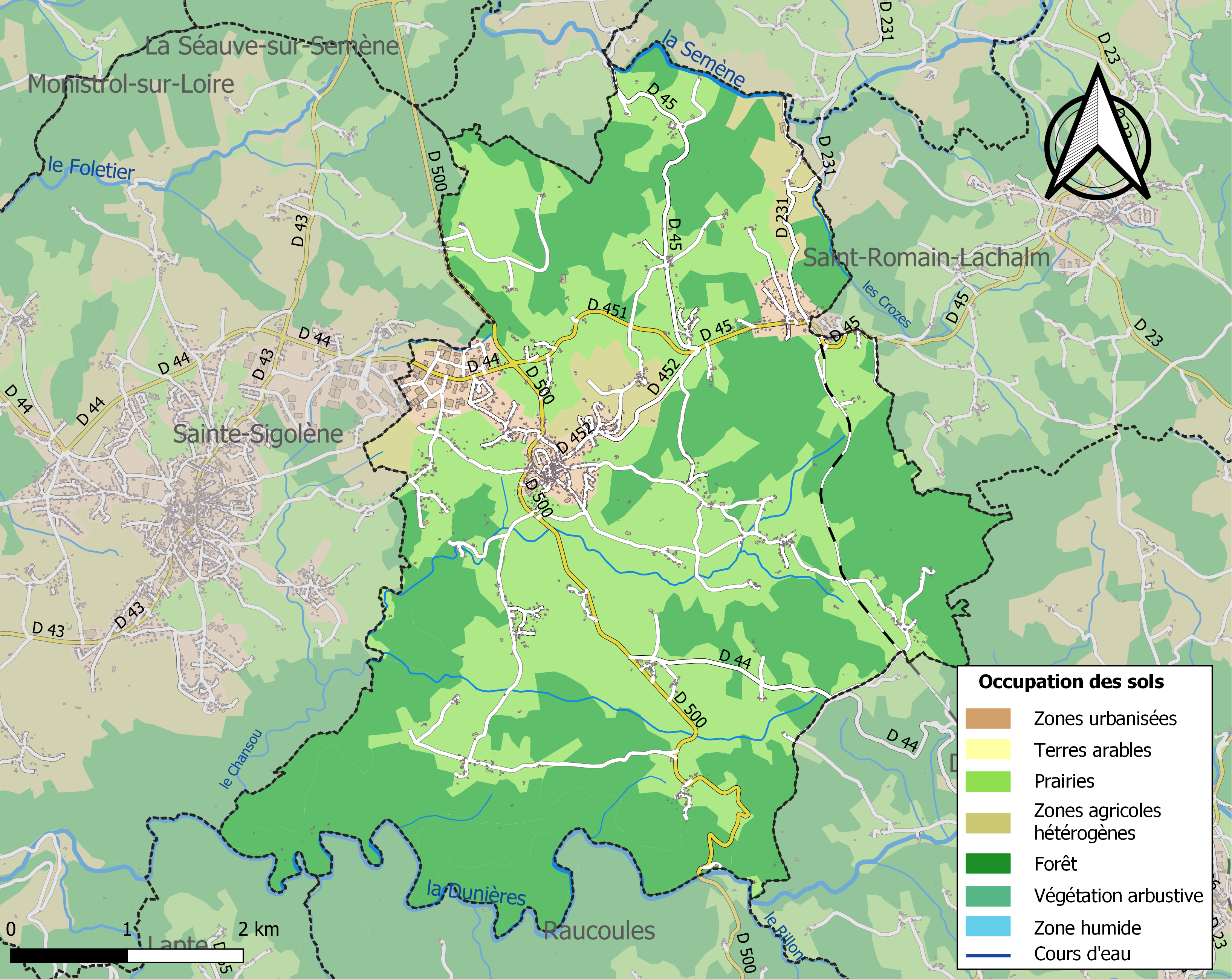
Kaart van de gemeente met de belangrijkste infrastructuur, bodemgebruik en omliggende gemeenten

## Demografie
Onderstaande figuur toont het verloop van het inwonertal (bron: INSEE-tellingen).